# Reciclado de plástico

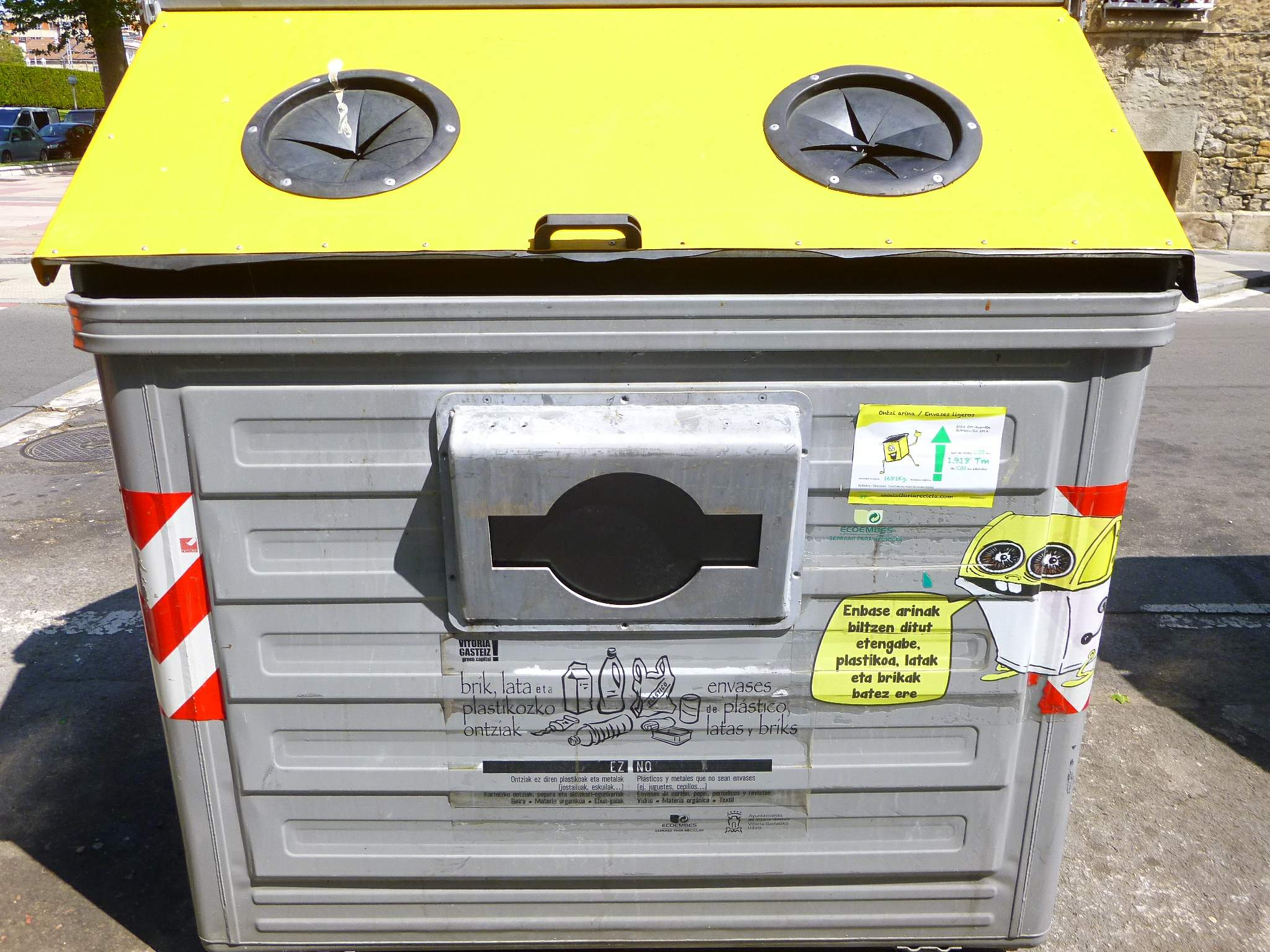
imagen de un contenedor amarillo de plástico y envases.

El reciclado de plástico es el proceso de recuperación de desechos de plásticos. Las tres principales finalidades del plástico reciclado son la reutilización directa, el aprovechamiento como materia prima para la fabricación de nuevos productos y su conversión como combustible o como nuevos productos químicos.

## Proceso del reciclaje
Antes de su reciclaje, los plásticos se clasifican de acuerdo a su tipo de resina. Aunque se han utilizado varios métodos a lo largo del tiempo para distinguir las resinas, actualmente se utilizan los infrarrojos. Después de separarlos se trituran y se eliminan las impurezas, como las etiquetas de papel. Luego se funde y se divide en esferas pequeñas que posteriormente se utilizan para la fabricación de otros productos.[cita requerida]
Existen tres principales tipos de reciclaje:
- Reciclaje mecánico: método que consiste en separar los plásticos por clase, lavarlos y triturarlos hasta convertirlos en pequeños trozos que se fundirán en moldes para producir nuevos productos.
- Reciclaje químico: método que consiste en la degradación del plástico mediante calor para resultar nuevamente moléculas simples.
- Recuperación energética: método que convierte el plástico en un combustible para la generación de energía.[cita requerida]

En España el reciclaje mecánico es el más extendido seguido del químico. El vertedero sigue siendo el destino mayoritario para todo el plástico que se desecha en España, alcanzando el 65 %.[cita requerida]

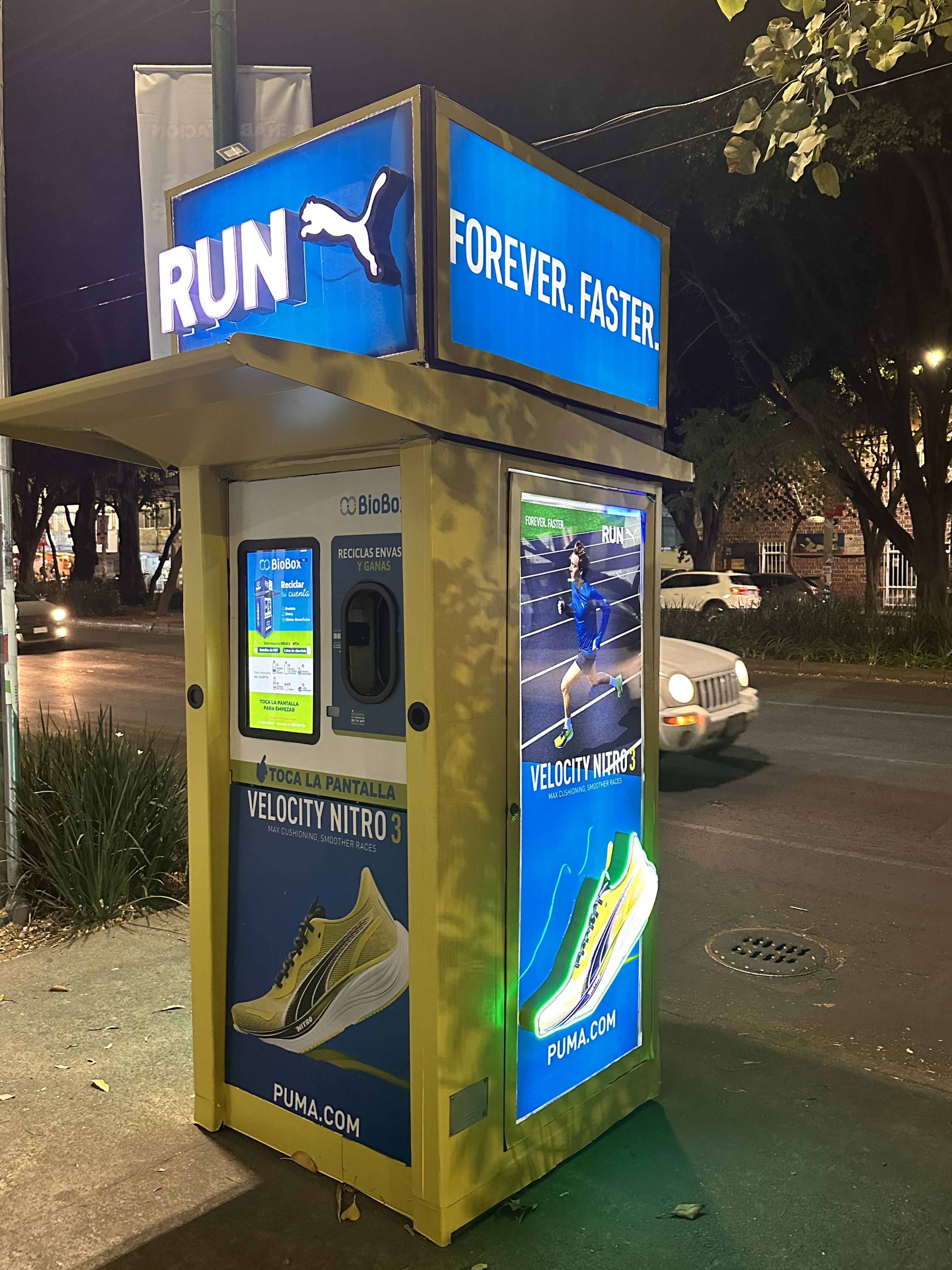
Máquina de reciclaje ubicada en la vía pública en Ciudad de México. BioBox es un proyecto de innovación social que premia el reciclaje de plásticos con puntos canjeables por bienes o servicios

En América Latina la conciencia ambiental está dando sus primeros pasos, lo cierto es que en Argentina se han logrado avances importantes.La crisis económica de 2001, la creciente conciencia ambiental y el éxito de los programas de reutilización de residuos plásticos implementados en varios países, ha servido para que tanto el gobierno como los empresarios y los ciudadanos argentinos conviertan el reciclaje no sólo en una manera de contribuir al cuidado del medio ambiente sino también en una magnífica oportunidad de negocio y en una fuente más de empleo. Actualmente las empresas recicladoras tienen plantas en 12 provincias del país y día a día surgen programas rurales y urbanos de reciclaje, en los que el proceso empieza en los hogares argentinos y termina en la elaboración de gránulos, hojuelas o de algún producto terminado para consumo interno o exportación: desde bolsas de residuos, sunchos, botellas sopladas y juguetes, hasta productos para la industria textil, alimenticia, automotriz y de la construcción. El proceso más utilizado en el país es el reciclado mecánico.[cita requerida]
Aunque otros países latinoamericanos, como México, van más adelantados en la investigación e implementación del reciclado químico, cuyo objetivo es la recuperación de los componentes químicos para reutilizarlos en nuevos plásticos para reducir algunos costos y lograr la misma calidad de un polímero original, en Argentina este proceso es aún incipiente.[cita requerida]
En Colombia, empresas han adoptado la economía circular para reducir el impacto ambiental de los plásticos. Luxury Plast, por ejemplo, fabrica productos reciclados y reciclables a partir de plásticos recuperados, contribuyendo a un modelo de producción más sostenible 

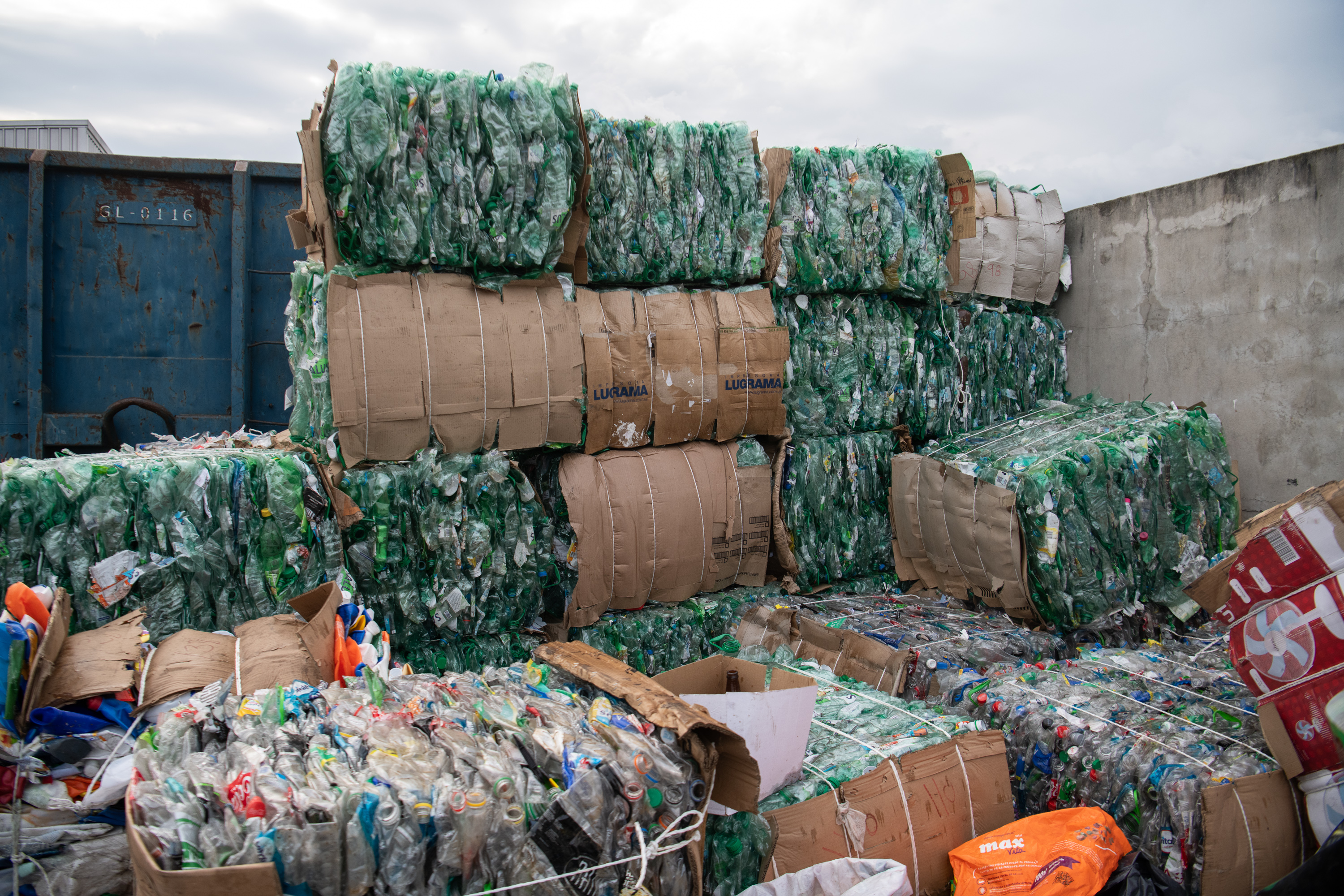
Acopio de materiales plástico para reciclaje en el Ecocentro de barrio Buceo, Montevideo, en 2023.

Las empresas recicladoras argentinas trabajan con PET, PEAD, PVC, PEBD, PP, PS y otros plásticos tales como Policarbonato (PC), Poliamida (PA), ABS, SAN, EVA, Poliuretano (PU) y Acrílico (PMMA).
Los destinos para el plástico reciclado son los siguientes mercados:
- Piezas industriales
- Botellas y bidones
- Láminas y bolsas
- Tuberías
- Perchas, calzado y mobiliario
- Menaje del hogar

## Cantidad de reciclaje
La cantidad de plásticos reciclados ha aumentado cada año. Se estima que los residuos de plástico de Estados Unidos en 2008 fue de 33,6 millones de toneladas, de las cuales 2,2 millones de toneladas (6,3 %) fueron reciclados, 2,6 millones (7,7 %) fueron quemadas para producir energía y 28,9 millones de toneladas (86 %), fueron a parar a vertederos.
En Europa se generaron aproximadamente 25,1 millones de toneladas de plástico, de las cuales se recuperaron el 59,1 % (25,1 % reciclado y 34,1 % recuperado energéticamente) y el 40,9 % se llevó a eliminación (vertedero)
Los principales plásticos recuperados son:
1. Polietileno, incluidos el polietileno de baja densidad (PEBD) y el polietileno de alta densidad (PEAD)
2. Polipropileno (PP)
3. Policloruro de vinilo (PVC)
4. Poliestireno sólido (PS) y expandido (PS-E)
5. Polietileno tereftalato (PET)
6. Poliuretano (PUR)

## Desafíos en el reciclaje del plástico
Debido a los diferentes pesos moleculares de sus largas cadenas de polímero, los plásticos poseen una baja entropía de mezclado. Por lo que cuando diferentes tipos de plástico se mezclan, tienden a separarse en capas por fases, como el aceite y el agua, de tal forma que los tipos de plásticos tienen que ser idénticos para mezclarse eficientemente. Las interfaces entre fases causan puntos estructurales débiles en el material que se obtiene, por lo que las mezclas de distintos polímeros poseen muy pocos usos.
Otro problema al reciclar el plástico es el uso de tintes, rellenos y demás aditivos que están en los plásticos, son generalmente muy difíciles de eliminar sin dañar al plástico. 
Una última barrera es que muchos de los pequeños artículos de plástico comunes, como los cubiertos de plástico, no tienen el símbolo universal del triángulo y su número correspondiente.

## Código de identificación de plástico
A nivel mundial se utilizan en la industria de embalaje y contenedores cinco tipos de grupos de polímeros plásticos, cada uno de ellos posee propiedades específicas (ver tabla adjunta para entender mejor). Cada grupo de polímero plástico se identifica por su Código de Identificación Plástico o PIC (por sus siglas en idioma inglés) –por lo general un número o una abreviatura. Por ejemplo el Polietileno de Baja Densidad, (Low-Density Polyethylene) se identifica por el número "4" o las letras "LDPE". El PIC se presenta contenido dentro de un símbolo triangular de tres flechas sucesivas. El símbolo indica si un tipo de plástico puede ser reciclado para obtener nuevos productos.
El PIC fue creado por la Sociedad de la Industria del Plástico, de manera de disponer de un sistema uniforme para la identificación de diferentes tipos de polímeros y ayudar a las empresas de reciclado a separar los diferentes tipos de plástico para su reprocesamiento. En algunos países es obligatorio que los fabricantes de productos plásticos coloquen identificaciones PIC.
| Código de Identificación de Plástico | Tipo de polímero plástico              | Propiedades                                                                                                | Usos comunes en envases y contenedores | Temperatura de fusión y Temperatura de transición vítrea (°C) | Módulo de Young (GPa)                 |
| ------------------------------------ | -------------------------------------- | --- | --- | ------------------------------------------------------------- | ------------------------------------- |
|                                      | Tereftalato de polietileno (PET, PETE) | Claridad, dureza, resistencia, barrera a los gases y al vapor.                                             | Bebidas gaseosas, botellas de agua y de condimentos para ensaladas; frascos de manteca de maní y mermeladas | Tf = 250; Tv = 76                                             | 2-2.7                                 |
|                                      | Polietileno de alta densidad (HDPE)    | Dureza, resistencia, resistencia a la humedad, permeabilidad al gas.                                       | Tuberías para agua, baldes de 10 litros, botellas para leche, jugo y agua; bolsas de compras, envases de champú y perfumes | Tf = 130; Tv = -125                                           | 0.8                                   |
|                                      | Policloruro de vinilo (PVC)            | Versatilidad, facilidad de mezclado, dureza, resistencia.                                                  | El PVC fue uno de los primeros plásticos utilizados para fabricar botellas para aceite y agua mineral y luego fue reemplazado por el PET solo por una razón de producción y costos. El film que se utiliza para envolver carne, fruta y verduras en los supermercados es PVC flexible. Más aún podríamos decir que casi el 100 % del agua potable que llega a nuestras viviendas son a través de tubos PVC, dado que el agua potable es considerado un alimento.Las bolsas de sangre y los catéteres que conducen suero y transfusiones a nuestro cuerpo son de PVC, desde hace más de 30 años salvando miles de vidas y conservando este líquido vital en las mejores condiciones y durante más tiempo que el vidrio al cual el PVC desplazó no encontrando a la fecha un sustituto. El PVC es además utilizado en un sinnúmero de aplicaciones, tanto en su forma rígida como flexible. Tubos para conducir agua, perfiles para fabricación de ventanas, aislación flexible para cables eléctricos, perfiles para cielorrasos, perfiles para persianas, pisos flexibles para el transporte público y para hospitales, tarjetas de crédito y débito, lonas para publicidad y cartelería, techados de estadios, cuero ecológico para todo tipo de aplicación como tapicería del hogar como automotriz, calzado deportivo, suelas de todo tipo de calzado, botas de lluvia, cualquier tipo de tela impermeabilizada, etc. | Tf = 240; Tv = 85                                             | 2.4-4.1                               |
|                                      | Polietileno de baja densidad (LDPE)    | Facilidad de procesamiento, dureza, resistencia, flexibilidad, fácil de sellar, barrera al vapor.          | Bolsas para alimentos congelados; botellas exprimibles, ejemplo. miel, mostaza; tapas flexibles para contenedores. | Tf = 120; Tv = -125                                           | 0.17-0.28                             |
|                                      | Polipropileno (PP)                     | Dureza, resistencia, resistencia al calor, productos químicos, grasa y aceite, versátil, barrera al vapor. | Vajilla reusable para microondas; elementos de cocina; contenedores para yogur; contenedores descartables para alimentos que se pueden poner en el microondas; tazas descartables; platos. | Tf = 173; Tv = -10                                            | 1.5-2                                 |
|                                      | Poliestireno (PS)                      | Versatilidad, claridad, fácil de darle forma                                                               | Cajas para huevos, tazas, platos, bandejas y cubiertos descartables; contenedores para alimentos take-away descartables; | Tf = 240 (solo isotactic); Tv = 100 (atactic y isotactic)     | 3-3.5                                 |
|                                      | Otro (a menudo policarbonato o ABS)    | Dependiente de los polímeros o combinación de polímeros                                                    | Botellas para gaseosas; biberones para bebés. Usos del policarbonato distintos de embalaje: discos compactos; cristales "irrompibles"; gabinetes de aparatos electrónicos; lentes incluidos lentes para sol, lentes recetados, lámparas para automóviles, escudos para manifestaciones, paneles de instrumentos; | Policarbonato: Tf = 225; Tv = 145                             | Policarbonato: 2.6; ABS plastics: 2.3 |